# Gypona fervens
Gypona fervens är en insektsart som beskrevs av Walker 1851. Gypona fervens ingår i släktet Gypona och familjen dvärgstritar. Inga underarter finns listade i Catalogue of Life.